# 함양 도천리 소나무
함양 도천리 소나무(咸陽 道川里 소나무)는 대한민국 경상남도 함양군 병곡면 도천리에 있는 소나무이다. 1998년 11월 13일 경상남도의 기념물 제213호로 지정되었다.

## 개요
함양 도천리의 소나무는 나이가 350년 정도로 추정되며, 높이는 10m, 둘레는 2.8m이다. 나뭇가지가 20m를 뻗치고 있어, 용이 우물에서 하늘로 올라가는 형상을 한다하여 용천송(龍天松)이라고도 한다. 이 나무는 현재 경서와 사기, 시와 부에 통달한 춘계 하기현 선생이 살던 집 앞에 있다.
경남 함양군 도천리는 조선 초기의 문신인 하륜의 후손들이 대대로 살던 마을로 하활의 아들인 하맹보 선생이 우물 뒤에 터를 잡고 살았다. 그 부인이 매일 새벽 이 우물에 정화수를 떠 놓고 남편과 아들을 위해 두손 모아 빌었는데, 남편은 충·효·예를 갖춘 공신이 되었으며, 그의 아들 하제도 군자감을 지냈다고 한다. 아들 하제는 어머니의 정성을 기리기 위해 우물 윗쪽에 한 그루의 소나무를 심었고, 그 나무가 점점 자라면서 용이 승천하는 모습으로 변해 갔다고 한다.
특이한 것은 이 소나무 밑 뿌리쪽에 우물이 있는데 아무리 심한 가뭄에도 마르지 않는다고 한다.

## 참고 문헌
- 함양 도천리 소나무 - 국가유산청 국가유산포털